# Ercole Silva
Ercole Silva, conte di Biandrate (Milano, 2 marzo 1756 – Cinisello, 26 ottobre 1840), è stato un nobile, scrittore e architetto del paesaggio italiano.

## Biografia

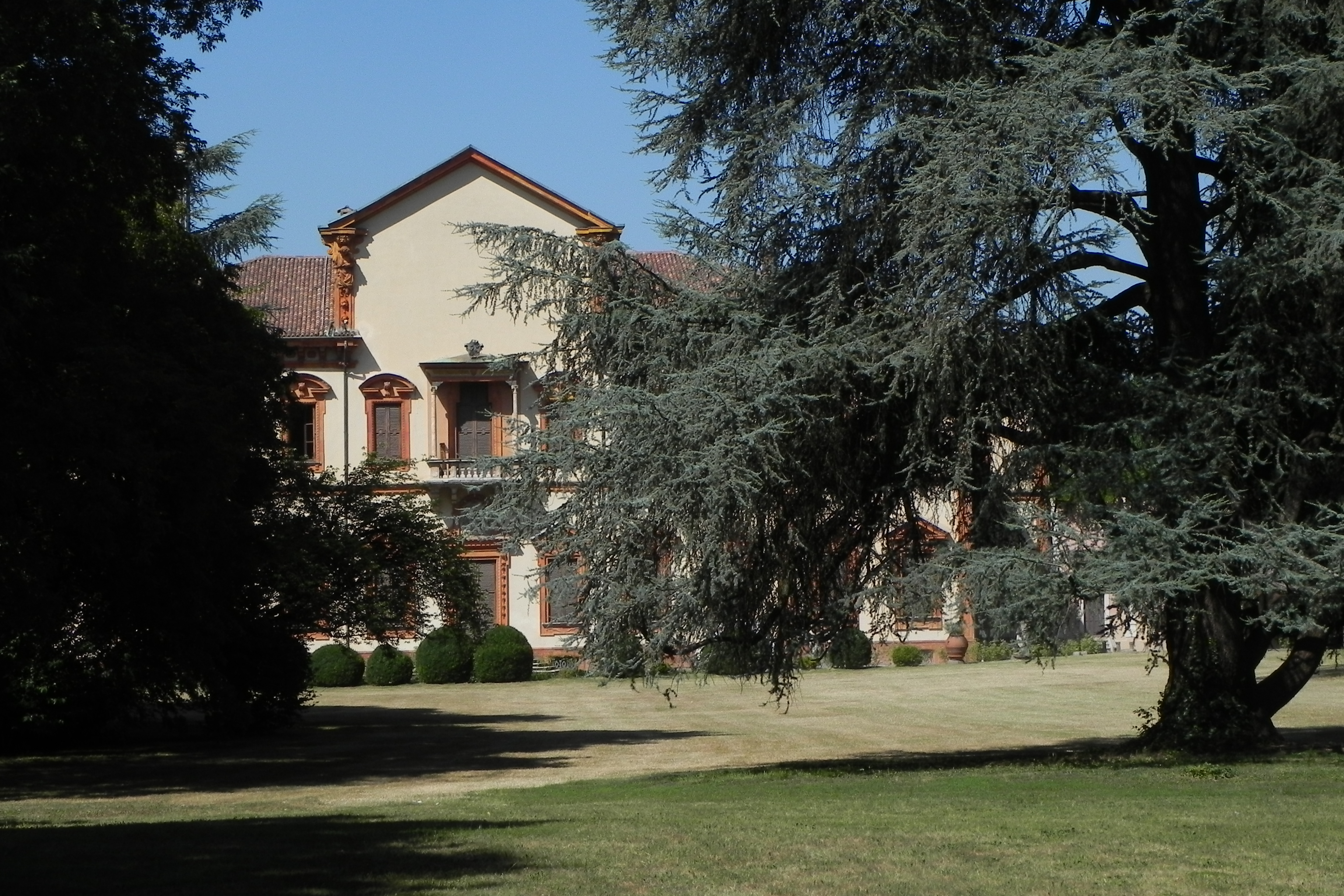
Villa Silva, a Cinisello, col caratteristico giardino all'inglese realizzato da Ercole Silva, primo nel suo genere in Italia.

Nato in una famiglia nobile Ercole Silva fu un personaggio di rilievo nella società milanese, fra il Settecento e l'Ottocento. Il suo nome rimane indissolubilmente legato all'introduzione in Italia dei giardini all'inglese, di cui rimane un bell'esempio nella sua villa a Cinisello. Nato a Milano nel Palazzo Silva di Biandrate in via del Lauro 9 da Ferdinando Silva (fratello minore di Donato II Silva) e dalla contessa Maria Rovida, studiò in un primo tempo nel collegio di Merate, proseguendo i propri studi poi nel Collegio dei Cavalieri di Bologna e nel Collegio Clementino di Roma, dove già aveva studiato lo zio Donato.
A Bologna ebbe come maestro di belle lettere Clemente Bondi, da cui imparò un buon metodo di parlare e scrivere; a Roma gli fu invece preziosa l'amicizia con padre Germelli, che gli ispirò il suo amore per le scienze naturali. Finiti gli studi si portò dapprima a Napoli ed in seguito a Firenze, per reperire alcuni pezzi per il museo che voleva realizzare. A Roma, oltre alle lezioni di anatomia seguite, si fermò un anno di più oltre gli studi regolari per una speciale concessione dei suoi superiori, per seguire le lezioni di legislazione del professor Gaspari.
Dopo aver viaggiato in Italia, nel 1783 si mise in viaggio per l'Europa con il fratello Sigismondo. Di questo periodo lasciò un manoscritto intitolato Viaggi di Francia, Svizzera, Paesi Bassi, Inghilterra e Germania dall'anno 1783 al 1786 inclusivo di E.S.. Nel 1785 si trovava a Parigi, dove ebbe modo di incontrare nuovamente l'Arciduca di Milano Ferdinando e sua moglie l'Arciduchessa Maria Beatrice con i figli in viaggio di stato, che aveva già avuto l'onore di ospitare nella sua villa di Cinisello in occasione della inoculazione del vaiolo alla famiglia, per tutto l'agosto del 1772. Con la famiglia reale andò in Inghilterra per la seconda volta, rinnovando la propria curiosità per tutte le novità che si andavano formando in quel paese. Seguì ancora la famiglia reale nei Paesi Bassi e poi anche a Vienna, dove ebbe modo di conoscere grazie all'amicizia col Principe di Kaunitz le personalità più di spicco della corte.
Gli appunti presi durante i suoi viaggi sono andati perduti; Cesare Rovida al tempo scrisse che se li avesse pubblicati avrebbe ottenuto un grande successo letterario, poiché allora erano pochi i viaggiatori italiani, e ancor più poche le relazioni dei viaggi. Tornato a Milano fu molto apprezzato per le sue competenze, per le sue buone maniere e per i suoi preziosi consigli dal conte Firmian, Ministro Plenipotenziario della Lombardia. Divise con l'Arciduca il tempo in buona compagnia, ma condivise con lui anche l'amarezza per la Rivoluzione francese del 1789 e per la morte del Re Luigi XVI e della moglie Maria Antonietta.
Malinconico di natura, come lo zio Donato, si guastò la propria salute in occasione della sua seconda discesa a Napoli, per accompagnare la madre alle sue seconde nozze, col Duca di Casamassima. Le già precarie condizioni di salute vennero aggravate dalla depressione, che lo colse oltre il solito. Passava il suo tempo nella sua villa a Cinisello, arricchendola di nuovi soffitti dal gusto neoclassico e abbellendola di molti particolari, come la Sala del Biliardo, la Sala di Compagnia e i saloni del pian terreno e del primo piano. Studiava e si dedicava alla catalogazione dei libri e all'accrescimento della sua biblioteca, che già allora ammontava a oltre tremila volumi, alcuni dei quali di particolare valore, lasciatigli dallo zio Donato.
In quel periodo si mise inoltre a riordinare i reperti di storia naturale che aveva acquistato e creò un gabinetto di antichità, sua ultima passione. Il suo museo di storia naturale era così ricco di minerali di ferro provenienti dall'Isola d'Elba, tanto che il celebre padre Ermenegildo Pini, barnabita, volle conoscerlo di persona. Un'altra delle sue ultime passioni fu il medagliere, che non ebbe tempo di ordinare per l'accrescersi dei suoi disturbi.
Morì il 26 ottobre 1840 lasciando la propria eredità al nipote Girolamo Ghirlanda. Probabilmente avrebbe vissuto un po' di più se non fosse stato colpito qualche tempo prima dalla morte dell'amato fratello Sigismondo, a cui era molto legato, avvenuta il 13 gennaio 1838. Come aveva detto a suo nipote, la sua scomparsa l'aveva gettato nella più desolante e totale delle afflizioni. Lasciò 20.000 lire per il Liceo Regio di Como, per l'acquisto di macchine e libri per la biblioteca, in onore del suo avo Giovanni Battista Silva, patrizio e decurione di Como nel 1540, da cui faceva discendere le proprie fortune. Fu sempre gratissimo allo zio Donato II Silva, del quale si sentiva in debito riguardo a tutto ciò che era e che sapeva. In suo onore verso la metà del 1839 fece coniare una medaglia alla sua memoria, unica immagine che ci rimane al giorno d'oggi di lui.

## Opere

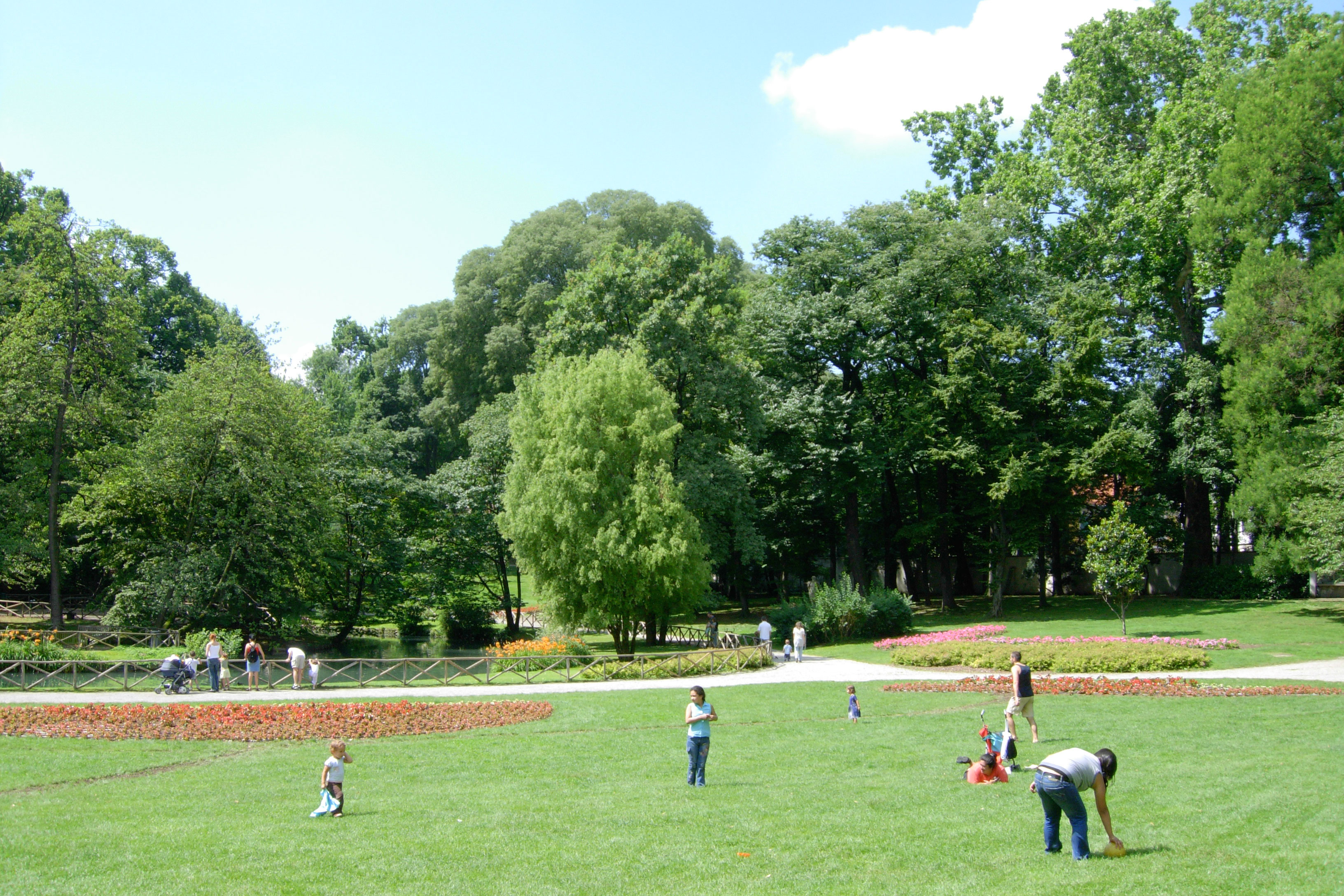
Giardini di Villa Belgiojoso

Ercole Silva divenne famoso per il trattato Dell'arte dei giardini inglesi, pubblicato in due edizioni di lusso con pregevoli incisioni nel 1801 e nel 1813, con ulteriori aggiunte. Si dedicava non solo alla teoria ma anche alla pratica: curò personalmente diversi giardini di ville milanesi, fra cui Villa Manzoni a Brusuglio, Villa Belgiojoso a Milano, Villa Litta ad Affori e anche la Villa Reale a Monza.
Diede alle stampe diverse altre opere, per le quali però preferiva nascondere il proprio nome per modestia. Nel 1787 l'architetto Agostino Gerli chiese il suo l'aiuto - trovandosi anch'egli in quel tempo a Vienna - per la teorizzazione delle proprie idee e di alcuni suoi progetti riguardanti quella città, che Ercole Silva espresse e argomento nella Lettera al signor Callani pittore e scultore in Roma. Al servizio della R. corte di Parma. Concernente varj progetti sopra la città di Vienna. Di Agostino Gerli.. Questo scritto conteneva un misto fra le idee originarie del Gerli e i pensieri stessi del suo redattore, che ebbe modo di anticipare - per bocca dell'architetto - alcune delle successive trasformazioni che interessarono la città nei decenni successivi, non per ultima la demolizione delle mura, ritenute al tempo inutili, oltre che il principale ostacolo al vero e proprio abbellimento della città.
Un secondo scritto, probabilmente del 1808, riguarda nello specifico Milano: si tratta del Progetto di una piazza magnifica e centrale in Milano, che proponeva la realizzazione di una piazza degna delle maggiori città d'Europa, da realizzarsi tra il Palazzo di Brera e l'allora contrada dei Tre Monasteri, resa poi impossibile da attuare per via delle successive edificazioni. Particolarmente importante anche l'articolo stampato all'interno del "Giornale della Società d'Incoraggiamento delle Scienze e delle Arti stabilita in Milano" (1808) Sulla lapide di Albinia, nel quale Ercole Silva espose nella sua interezza (comprensiva di debita esposizione di sigle, abbreviazioni e note) quella che forse è la più importante e completa testimonianza di funerali privati romani. In quest'occasione esortò esplicitamente il Governo milanese affinché si premurasse di raccogliere lapidi e testimonianze del passato che qua e là venivano rinvenute accidentalmente nel corso di scavi o cantieri a Milano.

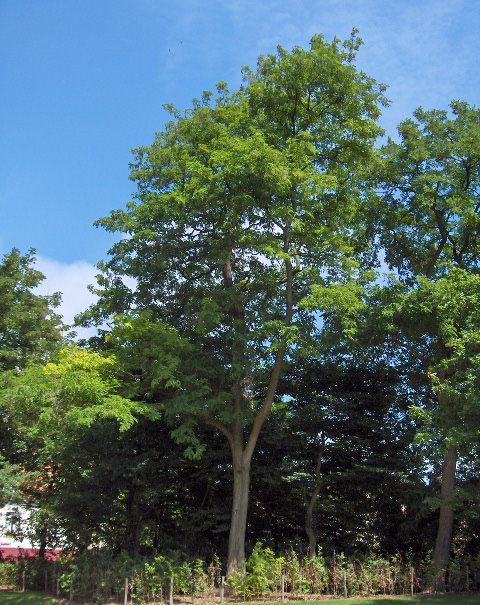
Robina Pseudo-Acacia

L'amore che coltivava per la natura lo spinse a scrivere un articolo Sulla Robina Pseudo-Acacia, sempre per il "Giornale della Società d'Incoraggiamento delle Scienze e delle Arti stabilita in Milano", sempre nel 1808. In questo scritto Ercole Silva illustra le caratteristiche di questa specie, importata fin dal XVII secolo dall'America settentrionale a Parigi, ma all'epoca ancora sconosciuta in Italia, non solo come pianta ornamentale da giardino, ma anche come pianta da città, da impiegare nelle alberature e nei viali. Curioso l'aneddoto per cui il Silva si curò personalmente della diffusione della robinia pseudoacacia in Italia, distribuendo gratuitamente i semi che faceva pervenire a sue spese direttamente da Parigi e coltivandone i primi esemplari nel giardino della sua Villa a Cinisello.
Scrisse inoltre nel 1811 un elogio anonimo, com'era nel suo stile, dell'architetto Giuseppe Piermarini, in un opuscolo di sedici paginette all'interno del quale voleva esprimere una sincera testimonianza di gratitudine per tutto ciò che aveva fatto per abbellire Milano.
Nel 1814 pubblicò con la tipografia Bernardoni di Milano un prospetto della Costituzione inglese che aveva scritto da giovane, nel 1784, quando era in Inghilterra, e che i tempi travagliati che stava vivendo il milanese rendevano quanto mai attuale. Scrisse due commedie e un almanacco all'interno del quale descriveva alcune ville nei dintorni di Monza.
Socio della Società del Giardino, fu tra le altre cose anche direttore per dieci anni del Regio Teatro della Scala, conservatore della Regia Accademia di Ballo di Milano e membro del Corpo Accademico dell'Accademia di Brera, nel periodo della sua riorganizzazione ad opera di Giuseppe Bossi.

## Principali scritti
- Lettera al signor Callani pittore e scultore in Roma. Al servizio della R. corte di Parma. Concernente varj progetti sopra la città di Vienna. Di Agostino Gerli., Vienna: presso Giuseppe Nobile Dekurzbek stampatore di S.M. Imp., 1787
- Dell'arte dei giardini inglesi, Milano, Genio Tipografico, anno IX (1800-1801), 1801
- Progetto di una piazza magnifica e centrale in Milano, 1808 (?)
- Sulla lapide di Albinia, Giornale della Società d'Incoraggiamento delle Scienze e delle Arti stabilita in Milano, 1808